# Inhangapi
Inhangapi är en kommun i Brasilien.   Den ligger i delstaten Pará, i den nordöstra delen av landet, 1 600 km norr om huvudstaden Brasília. Antalet invånare är 10 064.
Omgivningarna runt Inhangapi är en mosaik av jordbruksmark och naturlig växtlighet. Runt Inhangapi är det glesbefolkat, med 16 invånare per kvadratkilometer.